# Harry Droog
Henricus Antonius (Harry) Droog (Beemster, 17 december 1944) is een voormalige Nederlandse roeier. Hij vertegenwoordigde Nederland eenmaal op de Olympische Spelen en won bij die gelegenheid een zilveren medaille.
In 1968 maakte Droog zijn olympisch debuut op de Spelen van Mexico-Stad bij het onderdeel dubbel twee. Het Nederlandse tweetal drong door tot de finale en werd daar tweede in 6.52,80 achter de Sovjet-Unie (goud; 6:51.82) en voor de Verenigde Staten (brons; 6.54,21). Hij won de skifhead in 1966 , 1967 en 1968 op zijn specialiteit lange afstand.
Droog was in zijn actieve tijd als sportman aangesloten bij de Delftse studentenroeivereniging Proteus-Eretes.

## Palmares

### roeien (dubbel twee)
- 1968:  OS - 6.52,80

Leendert van Dis · 
Harry Droog